# Люткино (Тверська область)
Люткино (рос. Люткино) — присілок в Бежецькому районі Тверської області Російської Федерації.
Населення становить 6 осіб. Входить до складу муніципального утворення Филипковське сільське поселення.

## Історія
Від 2005 року входить до складу муніципального утворення Филипковське сільське поселення.

## Населення
| 2008 | 2010 |
| ---- | ---- |
| 7    | ↘6   |